# 衛佐堯
衛佐堯，字建牧，清朝政治人物。山西曲沃縣小南莊人。
道光八年（1828年）戊子科山西鄉試第一名舉人（解元）。以大挑一等分发陝西，補商州直隸州州同。
著作有《從容堂》、《脈證歌》等。

### 書目
- （清）法式善等，《清秘述聞三種》，中華書局，清代史料筆記叢刊，ISBN：ISBN 7101017428。